# Aleh Bjabenin
Aleh Mikalaevič Bjabenin (in bielorusso Алег Мікалаевіч Бябенін?, in russo Олег Николаевич Бебенин?, Oleg Nikolaevič Bebenin; Kostroma, 1º gennaio 1974 – Minsk, 3 settembre 2010) è stato un giornalista bielorusso, conosciuto per essere stato il fondatore del sito di notizie di opposizione Charter97.
Era anche addetto stampa della campagna elettorale di Andrei Sannikov, l'ex vice ministro degli esteri e candidato dell'opposizione alle elezioni presidenziali svolte nel 2010 in Bielorussia.

## Biografia
Bjabenin si è laureato presso l'Università statale bielorussa, dipartimento di giornalismo. Al momento della sua morte, risiedeva nel villaggio di Pjarchurava vicino a Minsk, in Bielorussia, con la moglie e i suoi due figli.
Negli anni Novanta, Aleh Bjabenin ha lavorato come vicedirettore di Imya, un giornale indipendente. Nel 1998, ha fondato il sito web di notizie Charter97 (Хартыя'97)  schierato a favore dell'opposizione; è stato membro del team della campagna elettorale di Andrėj Sannikaŭ, che era anche suo amico, durante le elezioni del 2010.
Gli attacchi al governo che Aleh Bjabenin conduceva su Charter97 lo avevano trasformato in un bersaglio: nel 1997 era stato rapito e sottoposto a una finta esecuzione; nel 1999 era stato malmenato da un gruppo di attivisti di destra. Aveva anche ricevuto numerose minacce di morte anonime nei mesi precedenti alla sua morte.

## Il "suicidio"
Il 3 settembre 2010, Aleh Bjabenin è stato trovato impiccato nella tromba delle scale della sua residenza estiva a Minsk, in Bielorussia. Il corpo è stato trovato dal fratello, che aveva tentato diverse volte di telefonargli senza ricevere risposta.
Le autorità hanno subito dichiarato la sua morte come un probabile suicidio. Gli amici e la sua famiglia non sono dello stesso parere, sostengono che Bjabenin non avesse motivo di suicidarsi e reputano sospetto il fatto che il giornalista non abbia lasciato un biglietto di addio; inoltre, nelle ore precedenti la sua morte, aveva fatto alcune telefonate per organizzare una serata al cinema con gli amici.
Dmitry Bondarenko, un amico di Bjabenin che ne ha visto il cadavere, ha detto che il giornalista aveva dei lividi sul corpo e la caviglia malamente distorta, segni che aveva lottato prima di morire. L'autopsia ufficiale non vi faceva alcun riferimento.

## Clima repressivo in Bielorussia
Poco prima della sua morte, Bjabenin faceva parte del team per la candidatura alla presidenza della Bielorussia di Andrei Sannikov candidato contro Aljaksandr Lukašėnka, che Bjabenin aveva sempre aspramente criticato.
Lukašėnka, al potere dal 1994, ha censurato internet e quasi tutti gli organi di informazione non statali; durante la sua presidenza sono stati uccisi, sottoposti a reclusione o sono scomparsi diversi giornalisti e politici di opposizione.
Un portavoce di Index on Censorship ha dichiarato che nei mesi precedenti la sua morte, Bjabenin era sempre più preoccupato per la sicurezza dei colleghi che si battevano per il rispetto dei diritti umani e temeva un ritorno dell'atmosfera del 1997-1999, quando molti dissidenti erano scomparsi in circostanze sospette, e lui stesso aveva rischiato la morte.

## Reazioni alla morte di Bjabenin
Amnesty International ha richiesto formalmente un'indagine indipendente sulla morte del giornalista.
Souhayr Belhassen, presidente della Federazione internazionale dei diritti umani, ha dichiarato che occorre far luce sulle circostanze della morte di Bjabenin, a maggior ragione per via delle intimidazioni da lui subite in qualità di giornalista indipendente.
Il presidente del Parlamento europeo Jerzy Buzek il 5 settembre 2010 ha chiesto un'indagine trasparente sulla morte di Bjabenin, dichiarando che il giornalista stava operando per creare una Bielorussia più democratica tramite il suo lavoro con Charter97.
Andrėj Sannikaŭ ha detto di non avere fiducia nelle indagini ufficiali, in conseguenza del fatto che non sono mai state condotte indagini sulla scomparsa dei dissidenti in Bielorussia.
Mike Harris, di Index on Censorship, ha dichiarato che le organizzazioni per i diritti umani erano sempre più nel mirino e che la morte di Bjabenin aveva sconvolto la società civile in tutta la Bielorussia.
Zmister Bandarenka, coordinatore del sito web Charter 97, ha dichiarato la sua incredulità rispetto all'ipotesi del suicidio e che Bjabenin era uno dei pilastri del giornalismo online.